# Chinasittich
Der Chinasittich (Psittacula derbiana) ist eine in Asien weit verbreitete Papageienart aus der Gattung der Edelsittiche.
Die Art wird wegen ihrer Größe und lautstarken Lebensweise nur selten in Gefangenschaft gehalten, die Population in ihrem natürlichen Verbreitungsgebiet wird als stabil eingestuft.

## Verbreitung
Das Verbreitungsgebiet des Chinasittichs erstreckt sich über den Südwesten der Volksrepublik China und das südöstliche Tibet bis in den angrenzenden Norden Indiens.
Die Art bewohnt vorwiegend Bergwälder zwischen 1200 und 4000 m Seehöhe. Im Winter ziehen die Schwärme auch in tiefere Lagen ab.

## Merkmale

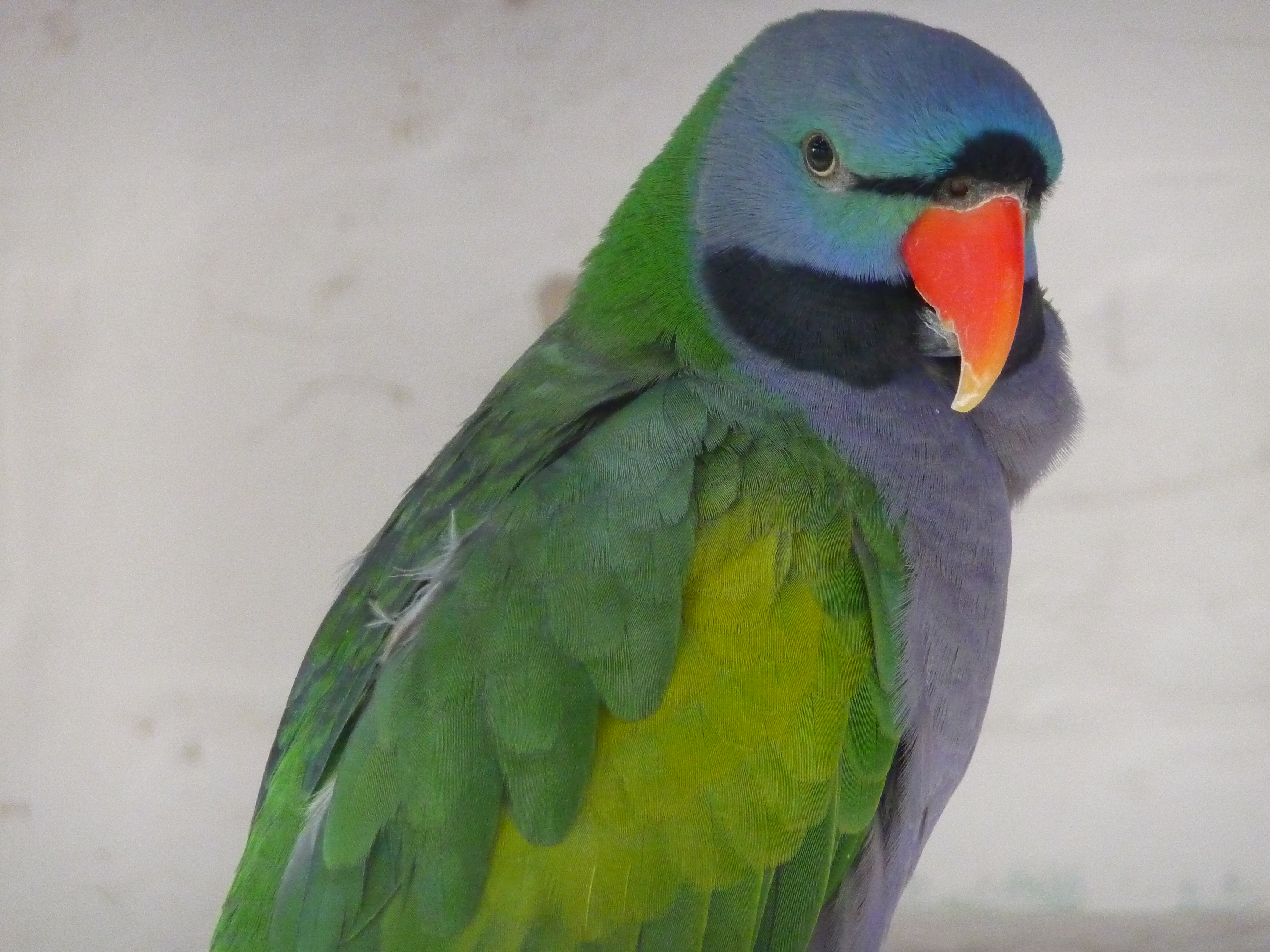
Nahaufnahme

P. derbiana gehört zu den farbenprächtigsten Arten der Edelsittiche (Psittacula).
Bei einer Gesamtlänge bis zu 50 cm zeigen beide Geschlechter eine intensive Grünfärbung der Körperoberseite. Der Kopf ist bläulich-violett gefärbt, ein schwarzes Band erstreckt sich zwischen den Augen über der oberen Schnabelwurzel. Der Oberschnabel ist bei adulten Männchen leuchtend rot gefärbt, während Weibchen einen schwarzen Oberschnabel zeigen, der Unterschnabel hingegen ist bei beiden Geschlechtern schwarz.
Ein breites, schwarzes Kehlband trennt den violetten Kopf von der ebenfalls violetten Brust- und Bauchpartie.
Die Weibchen unterscheiden sich neben ihrem schwarzen Oberschnabel auch durch eine deutlich blassere Farbausprägung von adulten Männchen.
Jungtiere zeigen bei blasser Gesamtfärbung vorerst eine rötliche, später eine schwarze Schnabelfärbung. Im Alter von 3 Jahren ist das Gefieder ausgefärbt.
Es wurden keine Unterarten des Chinasittichs beschrieben.

## Verhalten
Wie die meisten Papageienarten sind auch Chinasittiche sehr sozial lebende Tiere. Die Art bildet in ihrem natürlichen Lebensraum mittelgroße Schwärme von bis zu 50 Individuen, die gemeinsam Futter- und Schlafplätze aufsuchen.
Die Schwärme sind besonders zur Reifezeit von Gerste und Mais häufig bei der Futtersuche in der Nähe menschlicher Siedlungen anzutreffen, wo sie sich teilweise mit Gruppen freilebender Halsbandsittiche versammeln und mitunter großen Schaden in der Landwirtschaft anrichten.
Der Speiseplan des Chinasittichs setzt sich vorwiegend aus Sämereien, Knospen, Beeren und anderen Früchten zusammen.
Die Rufe der Art sind sehr laut und werden als lange, metallisch und rau klingende Schreie beschrieben.

## Fortpflanzung

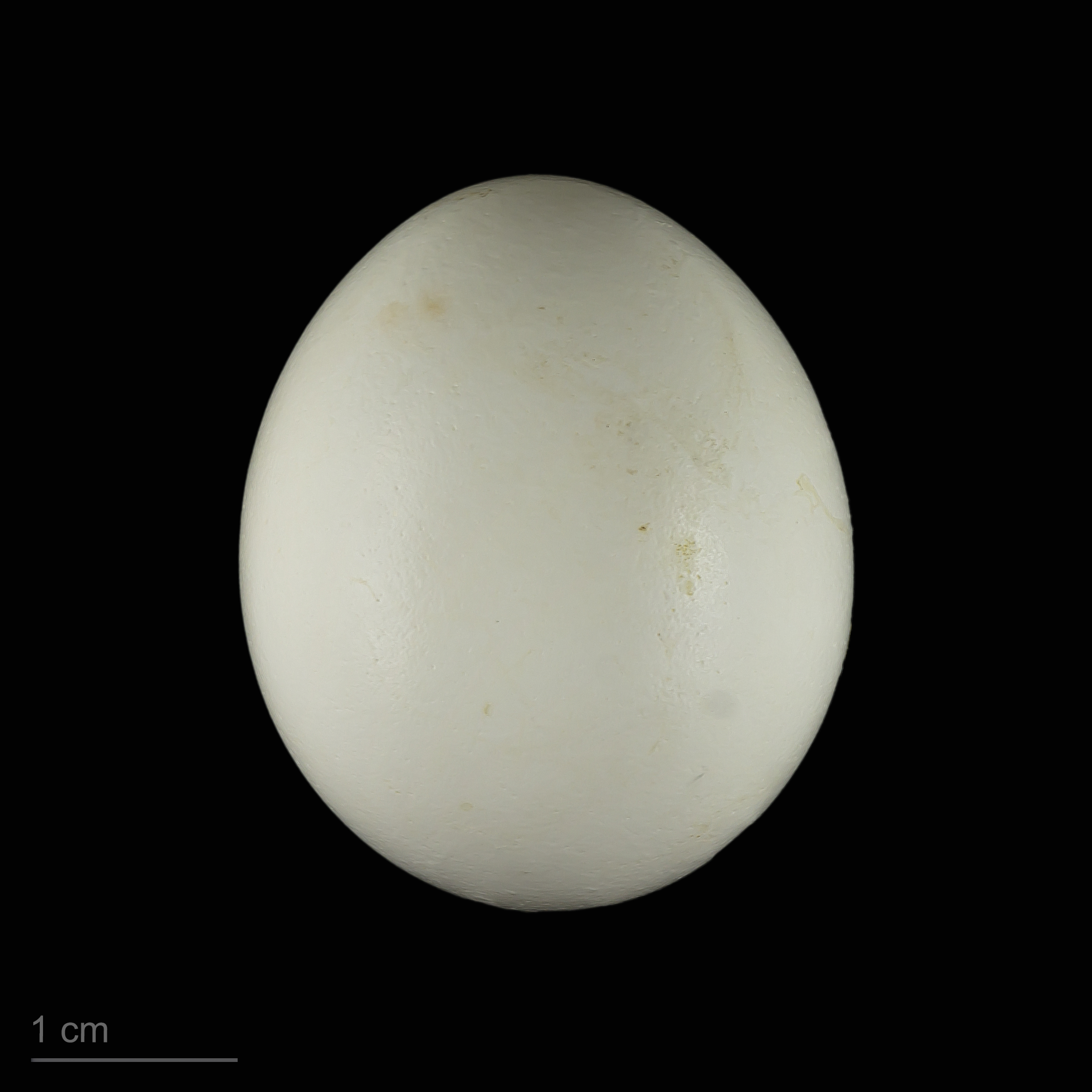
Psittacula derbiana

Die Art erreicht im Alter von etwa 2–3 Jahren die Geschlechtsreife.
Die Männchen vollführen ein charakteristisches Balzritual, bei dem sie auffällig dahinschreiten und ihre Schwanzfedern zu beiden Seiten auffächern. Mit vibrierendem Unterschnabel und auffälligen Pupillenkontraktionen verbeugt sich das balzende Männchen vor dem Weibchen, ehe es zur Kopulation kommt. Gegenseitiges Füttern der Partner wurde ebenfalls beobachtet.
Die Brutzeit des Chinasittichs beginnt im Juni. Die Paare belegen in dieser Zeit Baumhöhlen, häufig in Pappeln, die ihnen als Nester dienen und in denen aus den 2–4 Eiern nach ca. 25 Tagen Brutdauer die Jungtiere schlüpfen.
Während der Brutzeit und den ersten 10 Tagen nach dem Schlüpfen der Jungen verlässt das Weibchen sein Nest so gut wie nie und wird von ihrem Partner mit Nahrung versorgt.
Die Jungtiere verlassen das Nest nach 7–9 Wochen, werden aber von den Eltern noch weitere 2–3 Wochen gefüttert, ehe sie in die Selbstständigkeit entlassen werden.